# 彌勒山薹草
彌勒山薹草（学名：Carex pseudo-laticeps）是莎草科薹草属的植物，於香港大嶼山彌勒山發現。分布在广东省和香港等地，多生在石隙中。